# Galeon
En galeon er i skibsterminologi betegnelsen for et fartøj, udviklet fra koggen, men uden dennes høje overbygning forrest.